# Уралсиб (здание)
«Уралсиб» — административное здание в Уфе по адресу Революционная улица, дом 41, построенное в 1999 году; офис финансовой корпорации «Уралсиб». Строение высотой в 100,5 м в зависимости от критериев может классифицироваться и как высотное здание, и как небоскрёб. До 2018 года являлось самым высоким зданием (но не сооружением) города и первым в России зданием за пределами МКАД, условно преодолевшим отметку в 100 метров.

## Описание
Небоскрёб находится в историческом центре, где практически отсутствует высотная застройка. Хотя через дорогу находится первое в Уфе 9-этажное жилое здание, построенное в 1962 году, возведение высотки достаточно сильно повлияло на панораму города — башня стала доминантой на фоне малоэтажных домов. Она сама пристроена к старинному двухэтажному краснокирпичному зданию, где в начале XX века располагалось Второе Мариинское женское училище (не путать с первым) — на сохранении которого настояла администрация города. Тем самым небоскрёб являет собой образец широко применяемого в Уфе фасадизма.
Здание имеет обтекаемые формы, его фасад облицован затемнённым стеклом и строительными панелями серого и коричневого цветов. Архитекторы постарались органично вписать его в окружающее пространство. Количество этажей составляет 26), один из которых является техническим. По первоначальному проекту высота должна была составлять 96 метров; специально для преодоления стометрового рубежа был добавлен дополнительный «скат» на крыше. При высоте в 100,5 метра здание являлось самым высоким в России за пределами МКАД до 2003 года. Утратило статус самого высокого здания Уфы после завершения строительства «Идель-тауэр».

## Факты
- Из-за своей формы среди уфимцев получил прозвища «мобильник» и «свечка».
- Первоначально в качестве надписи в верхней части здания служило название «БашКредитБанка», но после его переименования в 2002 году логотип и вывеска на фасаде сменились на символику «Уралсиба».
- Со зданием связана одна традиция: каждый год на новогодние праздники на крыше устанавливают фигуру Деда Мороза.